# 丹尼爾·加福德
丹尼爾·加福德（英語：Daniel Gafford，1998年10月1日—），美国職業篮球運動員，於2019年NBA選秀第二輪第38順位被芝加哥公牛選中，現效力NBA達拉斯獨行俠。

## 高中生涯
加福德在高中時是一名四星新兵，2015年收到了幾所學校的邀請，包括堪萨斯大学、范德堡大学和佛罗里达大学。2015年8月1日，加福德承諾參與阿肯色大学。加福德在成長過程中也有踢美式足球， 直到埃爾多拉多高中九年級之前都是一名外接手。他還參加了軍樂隊，並將其歸功於他技能的發展。

## 大學生涯
加福德在為阿肯色大學籃球隊對戰明尼蘇達的第一次首發中，完成了完美的8投8中，以及7個籃板和6次封阻。在對戰第14名奧本的比賽中，加福德獲得了21分，10籃板和7封阻。在經歷了場均11.8分和6.2個籃板的大學一年級賽季後，加福德宣布他將在大學二年級時回到阿肯色大學，而不是參加2018年NBA选秀。在他的大一賽季結束後，加福德入選了東南聯盟最佳大學一年級陣容第一隊。2019年3月18日，在加福德大學二年級賽季結束後，他被宣布將跳過2019年全國邀請賽，為2019年NBA選秀做準備。
加福德在阿肯色大學的第二年提升了他的統計數據，場均得到16.9分、8.7個籃板和2.03次阻攻。

## 職業生涯

### 芝加哥公牛（2019年－2021年）
加福德於2019年NBA選秀第二輪第38順位被芝加哥公牛選中。2019年7月8日，芝加哥公牛宣布與加福德簽約。2019年10月26日，加福德在 84-108 負於多倫多猛龍的比賽中替補登場，於NBA首次亮相，並獲得一個籃板。他被分配到风城公牛參加NBA G聯盟賽季開幕日。

### 華盛頓巫師（2021年至2024年）
2021年3月25日，加福德在與波士顿凯尔特人的三隊交易中被交易到华盛顿奇才。加福德的防守強度和替補席上的忙碌幫助巫師在季後賽的後期推進，使這位年輕的長人成為社交媒體上球迷的最愛。從他入隊的那天到賽季結束，巫師隊在有加福德的情況下以17勝6負戰績完成常規賽。在5月30日對陣印第安納步行者隊的附加賽中，這位二年級球員在短短22分鐘內得到15分、13個籃板和5次封阻，表現出色。
2021年10月18日，加福德與巫師隊簽訂了一份為期三年、價值4020萬美元的續約合同。

## 職業生涯數據
資料來源：NBA.com （页面存档备份，存于）

### NBA

#### 常規賽數據統計
| 賽季    | 球隊 | GP | GS | MPG  | FG%  | 3P% | FT%  | RPG | APG | SPG | BPG | PPG  |
| ------- | ---- | -- | -- | ---- | ---- | --- | ---- | --- | --- | --- | --- | ---- |
| 2019–20 | CHI  | 43 | 7  | 14.2 | .701 | –   | .533 | 2.5 | .5  | .3  | 1.3 | 5.1  |
| 2020–21 | CHI  | 31 | 11 | 12.4 | .690 | –   | .659 | 3.3 | .5  | .4  | 1.1 | 4.7  |
| 2020–21 | WAS  | 23 | 0  | 17.7 | .681 | –   | .672 | 5.6 | .5  | .7  | 1.8 | 10.1 |
| 生涯    | 生涯 | 97 | 18 | 14.4 | .691 | –   | .619 | 3.5 | .5  | .4  | 1.4 | 6.2  |

#### 季後賽數據統計
| 賽季 | 球隊 | GP | GS | MPG  | FG%  | 3P% | FT%  | RPG | APG | SPG | BPG | PPG  |
| ---- | ---- | -- | -- | ---- | ---- | --- | ---- | --- | --- | --- | --- | ---- |
| 2021 | WAS  | 5  | 2  | 23.4 | .846 | —   | .625 | 5.8 | .6  | 1.0 | 2.0 | 11.8 |
| 生涯 | 生涯 | 5  | 2  | 23.4 | .846 | —   | .625 | 5.8 | .6  | 1.0 | 2.0 | 11.8 |

## 外部連結
- NBA.com 簡介 （页面存档备份，存于）
- 阿肯色大學籃球隊資料 （页面存档备份，存于）